# 口腔カンジダ症

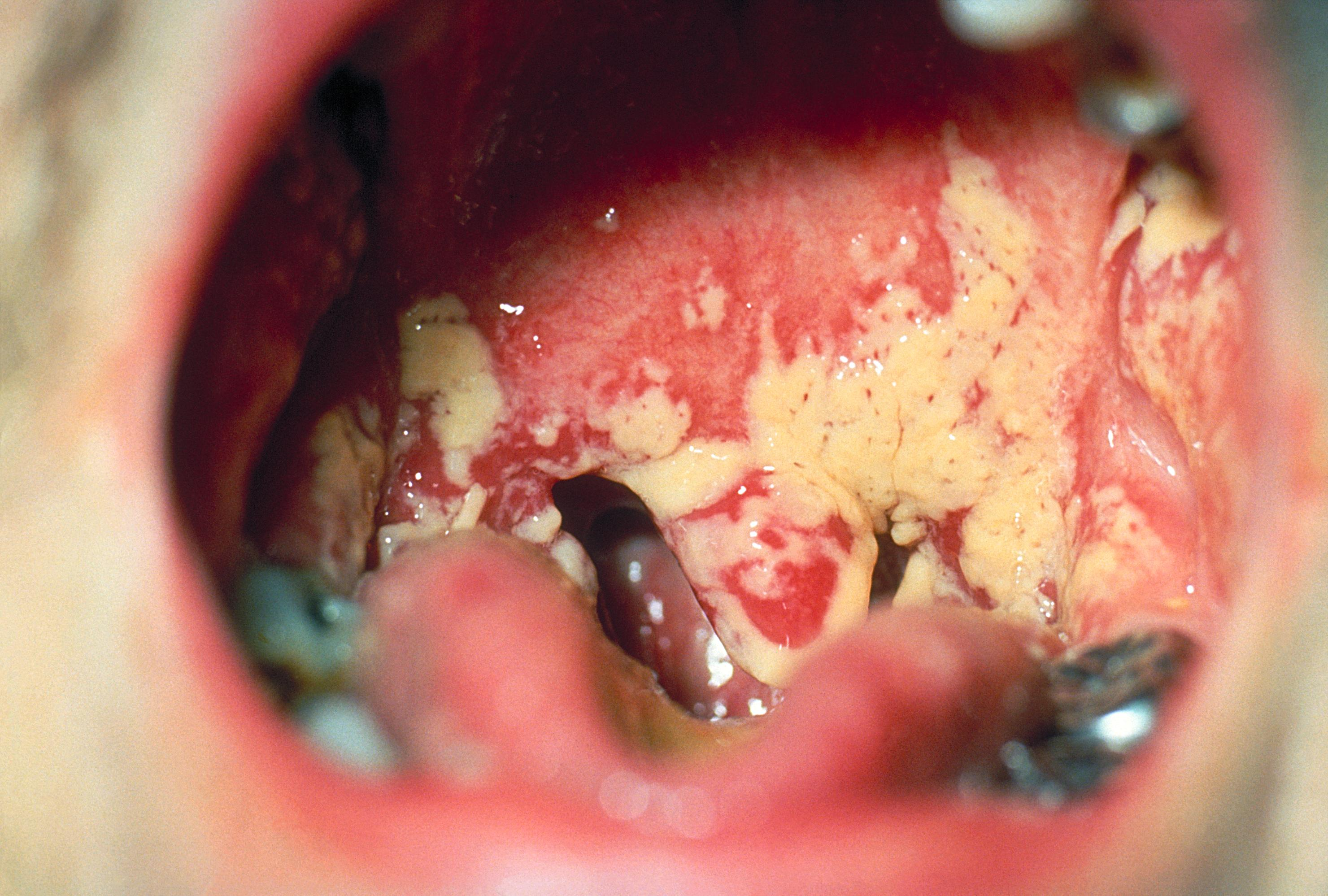

口腔カンジダ症（oral candidiasis 、こうくうカンジダしょう）とは、口腔内で発生するカンジダ（主にCandida albicans） による感染症である。鵞口瘡（がこうそう）とも呼ばれる。

## 概要

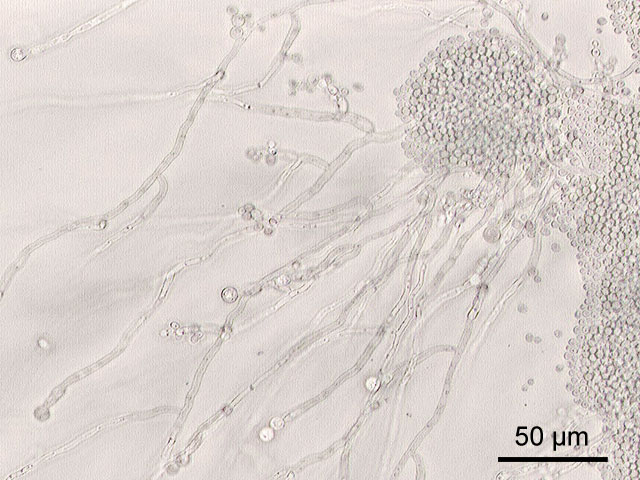
カンジダ・アルビカンス

口腔内の常在菌である、カンジダの日和見感染による。
常在菌であるため、健康な人の場合発症することは無いが、口腔内環境といった局所的因子の他に、何らかの基礎疾患（血液疾患、AIDSといった免疫不全症、糖尿病など）や、抵抗力の弱い乳幼児や高齢者、免疫抑制剤や抗菌薬の投薬治療を受けているといった全身的因子による発症がみられる。
慢性型のカンジダ症の場合、細胞性免疫が重要な役割を果たすとされており、そのためCD4陽性T細胞の減少によってAIDS患者への発症が多い。
ほとんどは新生児の時期に基礎疾患をもたない生理反応として生じる。周囲の炎症症状を欠く淡雪状白苔を付着した偽膜性病変を特徴とする。ただし成人でも免疫不全やステロイド治療、抗生物質の不適切な長期使用、性感染症（STD）でも生じることがある。その場合、粘膜の糜爛（びらん）・浅い潰瘍も併発し難治性のことが多く、歯肉炎や他の上部消化器官カンジダ症の併発なども考えられる。また、HIV感染症や血液疾患では免疫力低下のために口腔だけでなく咽頭・食道のカンジダ症も併発する。
主な治療法は、ビタミン剤と乳酸菌整腸薬の内服と抗真菌薬の外用が効果的である。

## 原因

### 新生児期
- 免疫力の低下
- 抗生物質の使用
- 哺乳瓶や母親の乳首の不潔

一時的であれば問題ないが、慢性的に続くようなら病院で免疫検査などの精査が必要である。  

### 成人
- 免疫不全
- 長期ステロイド治療
- 感染症（特にHIV感染症）

糖尿病
義歯を口腔内に入れたまま（あまり義歯を洗わない）

## 分類

### 急性型
急性型は、さらに偽膜性と萎縮性に分類される。
偽膜性
急性偽膜性カンジダ症は、口腔内のカンジダ症でもっとも多いもので、鵞口瘡の症状の一つである。乳児や高齢者に発症しやすい。急性型では、臨床的に初期では無症状の乳白色苔状の斑点が粘膜にみられる。いわば、白苔といって白いミルク粕のようなものが付着した状態である。その後、徐々に融合しながら拡大する。その部位は多数の菌糸で構成される偽膜様で、初期のものは易剥離性であるが、進行すると剥離が困難となる。剥離後は出血しやすい。また、剥離して潰瘍化することは少ないが、潰瘍化した場合には2次的炎症を併発するなど症状が強く出ることもあるので注意が必要である。 口腔粘膜のどの部位でも発生するが、歯肉粘膜は比較的少ない。
組織学的には、炎症性の浮腫や好中球が主体の炎症細胞浸により上皮層の過形成が見られる。

### 慢性型
慢性型は、さらに萎縮性と肥厚性に分類される。
肥厚性
慢性肥厚性カンジダ症は、急性偽膜性白板症から移行したものである。白い偽膜は固くなり、明らかな白斑が認められるようになる。カンジダ性白板症とも呼ばれるように、他の理由による白板症との鑑別が困難となる場合がある。好発部位は、口角部近くの口唇や頬粘膜部。抗真菌薬に対する抵抗性があることが多く、また剥離性は低くなり容易に拭うことができない。正中菱形舌炎は慢性肥厚性カンジダ症であることが判明している。
組織学的には上皮の過形成が見られその表層は過角化あるいは錯角化を呈し、角質層に菌糸を多数認めるがこの菌糸は棘細胞層や基底細胞層には認められない。菌糸は、PAS染色で赤染し、グロコット染色で黒染する。

## 治療
口腔カンジダ症の治療は通常抗真菌剤の使用と口腔ケアを行う。抗真菌薬としてはミコナゾール、イトラコナゾール、アムホテリシンBが症状や他の薬剤の使用状況などに応じて適宜選択される。また、口腔ケアは口腔内の良好な衛生状態を維持することでカンジダの菌数の増加を防ぐが、口腔ケアのみでは一度発症した口腔カンジダ症を治癒させることはできない。
新生児期や乳児期の場合は自然治癒することも多いため、積極的な治療は行わず経過観察することもある。
そのほか、原因となっている基礎疾患の治療、投薬の中止などが行われる。
抗真菌薬の使用には耐性菌や副作用の問題があるため、新たな治療薬としてラクトフェリンの研究がなされている。
義歯の床用レジン（成分）は口腔内不潔な場合口腔カンジダ菌が繁殖しやすいので、
義歯の清掃や口腔清掃を怠ると義歯性口内炎（慢性萎縮性カンジダ症）を発症することがある。
義歯の清掃方法は義歯ブラシにて義歯に付着した食渣をキレイにし、就寝時には義歯洗浄剤に浸しておくのが望ましい。
なお、歯みがき粉で義歯を磨くのはしてはいけない。

## 診療科
- 歯科
- 皮膚科